# Rampage (pel·lícula del 2018)
Rampage és una pel·lícula de monstres de ciència-ficció nord-americana dirigida per Brad Peyton el 2018 i basada en la sèrie de videojocs del mateix nom de Midway Games. La pel·lícula és protagonitzada per Dwayne Johnson, Naomie Harris, Malin Åkerman, Jake Lacy, Joe Manganiello i Jeffrey Dean Morgan. Segueix un Primatologia que ha de formar equip amb George, un goril·la albí occidental de les terres baixes que es converteix en una criatura furiosa d’enorme mida com a resultat d’un experiment canalla, per evitar que altres dos animals mutats destrueixin Chicago.
La pel·lícula és la tercera col·laboració entre Peyton i Johnson, després de Journey 2: The Mysterious Island (2012) i San Andreas (2015). També va marcar la pel·lícula final estrenada de Warner Bros. que finançarà Access Entertainment / RatPac-Dune Entertainment, ja que l'estudi havia finalitzat la seva associació amb la companyia a causa de les denúncies d’assetjament sexual contra el propietari de RatPac-Dune, Brett Ratner (que va provocar que la companyia anés la companyia es va dissoldre posteriorment aquell mateix any.
La fotografia principal va començar l’abril del 2017 a Chicago. La pel·lícula es va estrenar als Estats Units el 13 d'abril de 2018, per part de Warner Bros. Pictures, en 2D, RealD 3D i IMAX. La pel·lícula havia recaptat més de 428 milions de dòlars a tot el món i va rebre crítiques mixtes de la crítica, amb elogis per les seves interpretacions (particularment Johnson i Morgan), seqüències d'acció i efectes visuals, però crítiques al seu guió, ritme i història.

## Argument
El primatòleg Davis Okoye té un profund vincle amb George, un goril·la albí intel·ligent, que ha estat alimentant des que el va rescatar dels caçadors furtius com un cadell. A causa d’un experiment genètic fallit, George es converteix en un animal ferotge de dimensions gegantines, fora de tot control. La situació empitjora quan es descobreix que altres animals, un llop anomenat Ralph i un cocodril anomenat Lizzie, també han patit la mateixa alteració. A mesura que aquestes criatures furioses fan estralls a tota Amèrica del Nord i destrueixen tot el que hi ha al seu pas, Davis, amb l'ajut de la genetista Kate Caldwell, ha de trobar un antídot per al virus per salvar George, Ralph i Lizzie i evitar la destrucció completa de Chicago.

## Repartiment
- Dwayne Johnson: Davis Okoye
- Naomie Harris: Kate Caldwell
- Malin Åkerman: Claire Wyden
- Jake Lacy: Brett Wyden
- Jeffrey Dean Morgan: Harvey Russell
- P. J. Byrne: Nelson
- Joe Manganiello: Burke
- Marley Shelton: Dr. Kerry Atkins
- Demetrius Grosse: Coronel Blake
- Jack Quaid: Connor
- Will Yun Lee: Agente Park
- Matt Gerald: Zammit
- Breanne Hill: Amy
- Jason Liles: George

## Producció

### Desenvolupament
Warner Bros. va adquirir el 2009 els drets d'adaptació del joc arcade Rampage, com a part de la seva adquisició de Midway Games per 33 milions de dòlars. El projecte es va anunciar el novembre de 2011, amb John Rickard com a productor. Rickard va dir que va decidir treballar a la pel·lícula buscant la llista de títols als quals Warner tenia els drets d'adaptació i, en trobar Rampage, recordant haver jugat al joc arcade. El juny de 2015, Dwayne Johnson havia de protagonitzar, tornant a formar equip amb New Line i el productor Beau Flynn, mentre l'estudi buscava un director per començar la producció a mitjan 2016. Johnson va esmentar que li encantava el joc de petit, jugant al joc arcade en una sala de billar i després posseint-lo al Nintendo Entertainment System. Durant la cerca d'un guió, els escriptors van oferir moltes captures, inclosa una fidel al joc on els monstres eren humans mutats, abans que els productors es conformessin amb el de Ryan Engle, que pretenia fer una "carta d'amor a les pel·lícules de monstres I Va créixer mirant", com ara Jaws i Jurassic Park, tot deixant clar que els animals no eren els herois.
Després del repartiment de Dwayne Johnson, al juliol, Brad Peyton va anar a dirigir i produir. Peyton més tard va descriure la pel·lícula com "molt més emocional, molt més aterradora i molt més real del que s'esperava". Entre gener i juliol de 2017, es va reunir la resta del repartiment secundari.

### Rodatge
La fotografia principal de la pel·lícula va començar el 17 d'abril de 2017 a Chicago, Illinois. La pel·lícula també es va rodar a Atlanta, Geòrgia.
Es van presentar ous de Pasqua al joc original, ja que les oficines d’Energyne tenen una màquina arcade Rampage, George es menja una persona que treu d’un edifici que va copejar i Claire és devorada mentre porta un vestit vermell, igual que la dona que apareix a la sala d’arcades. pantalla d'obertura.

## Alliberament

### Teatral
Rampage va ser llançat el 13 d'abril de 2018, en 3D i IMAX, per Warner Bros. Pictures, després de ser llançat inicialment una setmana després, el 20 d'abril. fins a una setmana, fins al 27 d'abril, per proporcionar a Rampage un coixí de dues setmanes. La pel·lícula es va estrenar casualment 3 setmanes després de Pacific Rim Uprising, una altra pel·lícula nord-americana de kaiju.

### Mitjans domèstics
Rampage es va llançar a Digital HD el 26 de juny de 2018 i a 4K UHD, Blu-ray 3D, Blu-ray i DVD el 17 de juliol de 2018. Fins ara, Rampage ha venut DVD i Blu-ray per valor de 28,7 milions de dòlars a Amèrica del Nord.